# Асертивни третман у заједници
Асертивни третман у заједници (АЦТ) је интензиван и високо интегрисан приступ пружању услуга менталног здравља у заједници.  Тимови АЦТ служе појединцима са најтежим облицима менталних болести, претежно, али не искључиво са поремећајима из спектра схизофреније.  Примаоци услуга АЦТ такође могу имати дијагностичке профиле који укључују карактеристике које се обично налазе у другим категоријама сврстаним у ДСМ-5 (на пример, биполарни, депресивни, анксиозни и поремећаји личности, између осталих).  Многи имају историју честих психијатријских хоспитализација, злоупотребе супстанци, виктимизације и трауме, хапшења и затварања, бескућништва и додатних значајних изазова.  Симптоми и компликације њихових менталних болести довели су до озбиљних тешкоћа у функционисању у неколико области живота, често укључујући посао, друштвене односе, независност становања, управљање новцем и физичко здравље и добробит.  До тренутка када почну да примају услуге АЦТ, вероватно ће доживети неуспех, дискриминацију и стигматизацију, а њихова нада у будућност ће вероватно бити прилично мала.